# Kemirigede
Kemirigede is een bestuurslaag in het regentschap Blitar van de provincie Oost-Java, Indonesië. Kemirigede telt 1403 inwoners (volkstelling 2010).